# Zeynep Hansen
Zeynep Kocabiyik Hansen (* 1973 in Salihli) ist eine türkisch-amerikanische Wirtschaftsprofessorin am Wirtschafts-College der Boise State Universität.

## Leben

### Ausbildung
Hansen machte ihre Grundschulausbildung in Salihli und besuchte das Elitegymnasium Bornova Anadolu Lisesi, das den Schwerpunkt Deutsch hat. Ihren B.A. in Wirtschaft und Mathematik machte sie 1997 an der Boise State Universität und 1999 ihren M.A. in Wirtschaft an der Universität von Arizona. 2002 machte sie dort ihren Ph.D. der Wirtschaftswissenschaften. Ihre Dissertation behandelte vertragliche Vereinbarungen unter technologischen Ungewissheiten und war eine Analyse pharmazeutischer und biotechnologischer Zusammenarbeit.

### Karriere
Von 1997 bis 2002 war sie Lehrassistentin an der Universität von Arizona und von 2002 bis 2007 Assistenzprofessor für Organisation und Strategie an der Olin-Business-Schule an der Washington Universität in St. Louis. 2007 bis 2010 war sie Juniorprofessor und seit 2010 Professor für Wirtschaft an der Boise State Universität. Seit 2004 ist sie außerdem Fakultäts-Forschungs-Mitglied der Development of the American Economy Group des nationalen Büros für Wirtschaftsforschung.
Hansen hat Artikel für Zeitschriften wie Journal of Political Economy, Journal of Law and Economics und Journal of Economic History geschrieben. Ihre Forschung konzentriert sich vor allem auf landwirtschaftliche Politik in der Entwicklung der amerikanischen Wirtschaft. Andere Forschungsfelder Hansens sind Gesundheitspolitik, strategische biotechnologische und pharmazeutische Allianzen und vorbeugendes Gesundheitsverhalten und die Inanspruchnahme des Gesundheitssystems durch Minderheiten. Hansen forscht über die Wasserinfrastruktur und die historische Wasserbenutzung im westlichen Teil der Vereinigten Staaten. Hansen gibt Kurse für Gesundheitswirtschaft, Geschichte des wirtschaftlichen Gedankens und zur US-amerikanischen Wirtschaftsgeschichte. Der Aussage ihrer Universitätswebseite zufolge konzentriert sich ihre Forschung auf zwei Schwerpunkte, zum einen auf natürliche Experimente und Kontroversen der amerikanischen Wirtschaftsgeschichte, die Relevanz für die heutige Zeit haben, und zum anderen auf die pharmazeutische Industrie und Gesundheitspolitik.

### Familienstand
Hansen ist verheiratet und die Mutter eines Sohnes.

## Auszeichnungen
- Boise State University, College of Business and Economics, Design Thinking Award, Sommer – Frühling 2010.
- Boise State University, College of Business and Economics Advisory Council (COBEAC),
- Faculty Research Award Nominee, August 2009.
- Boise State University, College of Business and Economics, Summer Research Proposal Award, (with Scott E. Lowe), Juni 2009.
- Boise State University, College of Business and Economics, Wallace G. Kay Undergraduate Writing Competition, Nominating Faculty of the Winner, 2008 und 2009. Student Winners: Joel Fadel und Johali Muzaliwa.
- Boise State University, Faculty Partner Award Nominee, 2008.
- University of Arizona, Foundation Award for Outstanding Teaching, 2000.
- University of Arizona, Department of Economics, 3rd Year Best Paper Prize (co-recipient), 2000.
- Boise State University, Phi Kappa Phi Graduate Fellow, 1997.
- Boise State University, Top Ten Scholar, 1997.